# Härmälä
Härmälä est un quartier de Tampere en Finlande.

## Description
Situé à a 6 km au sud-ouest du centre-ville de Tampere,
Härmälä est situé entre le quartier de Hatanpää et la municipalité de Pirkkala.
Ses quartiers voisins sont Rantaperkiö et Sarankulma.
La route d'Hatanpää partant du centre-ville est prolongée par la Nuolialantie vers Pirkkala.
Härmälä compte à la fois des maisons individuelles et de petits immeubles d'habitation. 
Une partie de Härmälä a été zonée comme un quartier de jardins avec de grandes parcelles privées.
À la frontière de Pirkkala, il y a des immeubles d'habitation de faible hauteur plus dense. 
Immédiatement du côté de Pirkkala se trouve le quartier de Partola avec ses grands supermarchés.
Le territoire faisait partie du manoir de Hatanpää.
Härmälä abrite la villa Lepola, la bibliothèque de Härmälä et le camping de Härmälä.
Le centre d'expositions et de sports de Tampere (fi) a ouvert en 1985 à l'emplacement des l'ancien aérodrome de Härmälä.

## Galerie

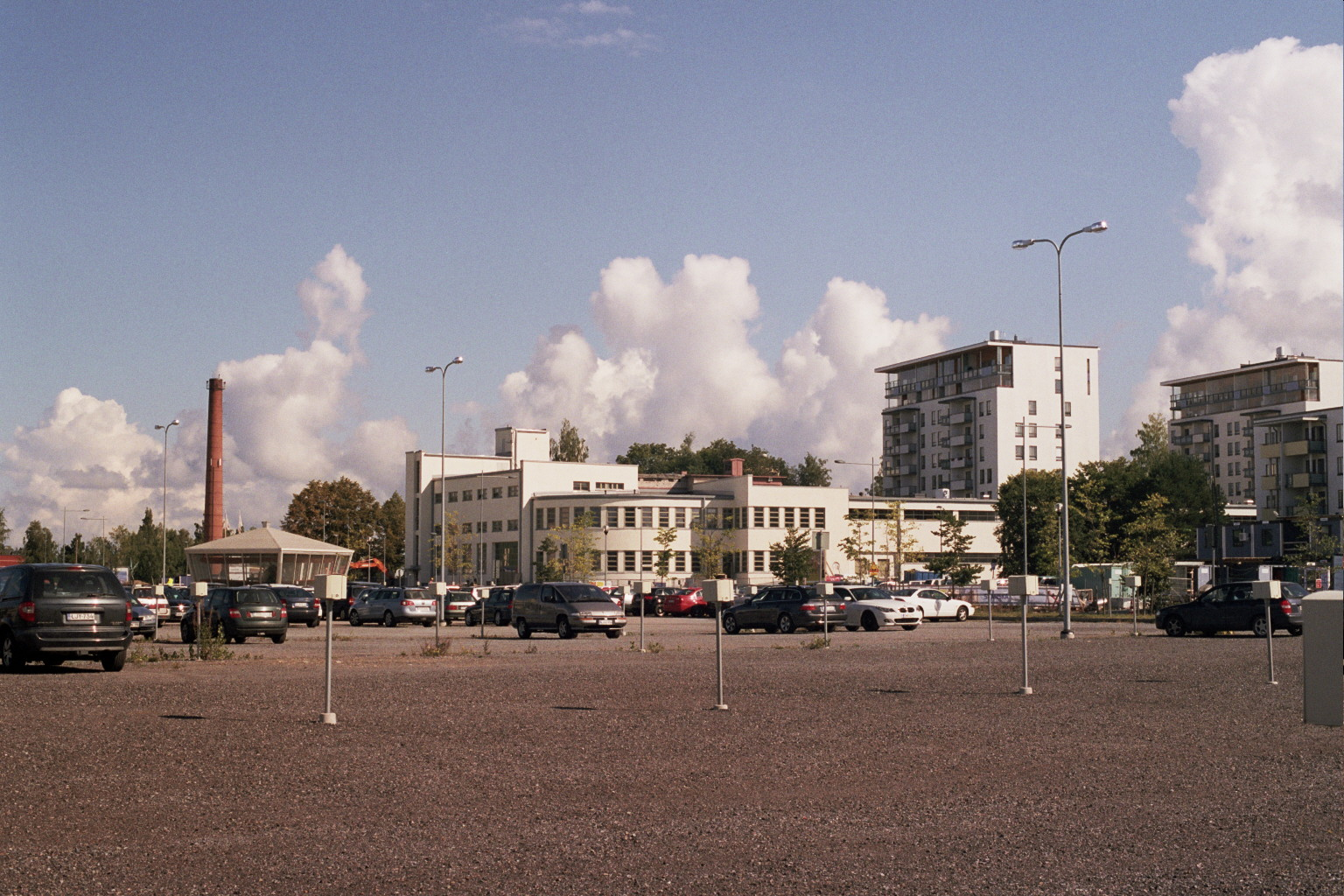
Usine aéronautique.
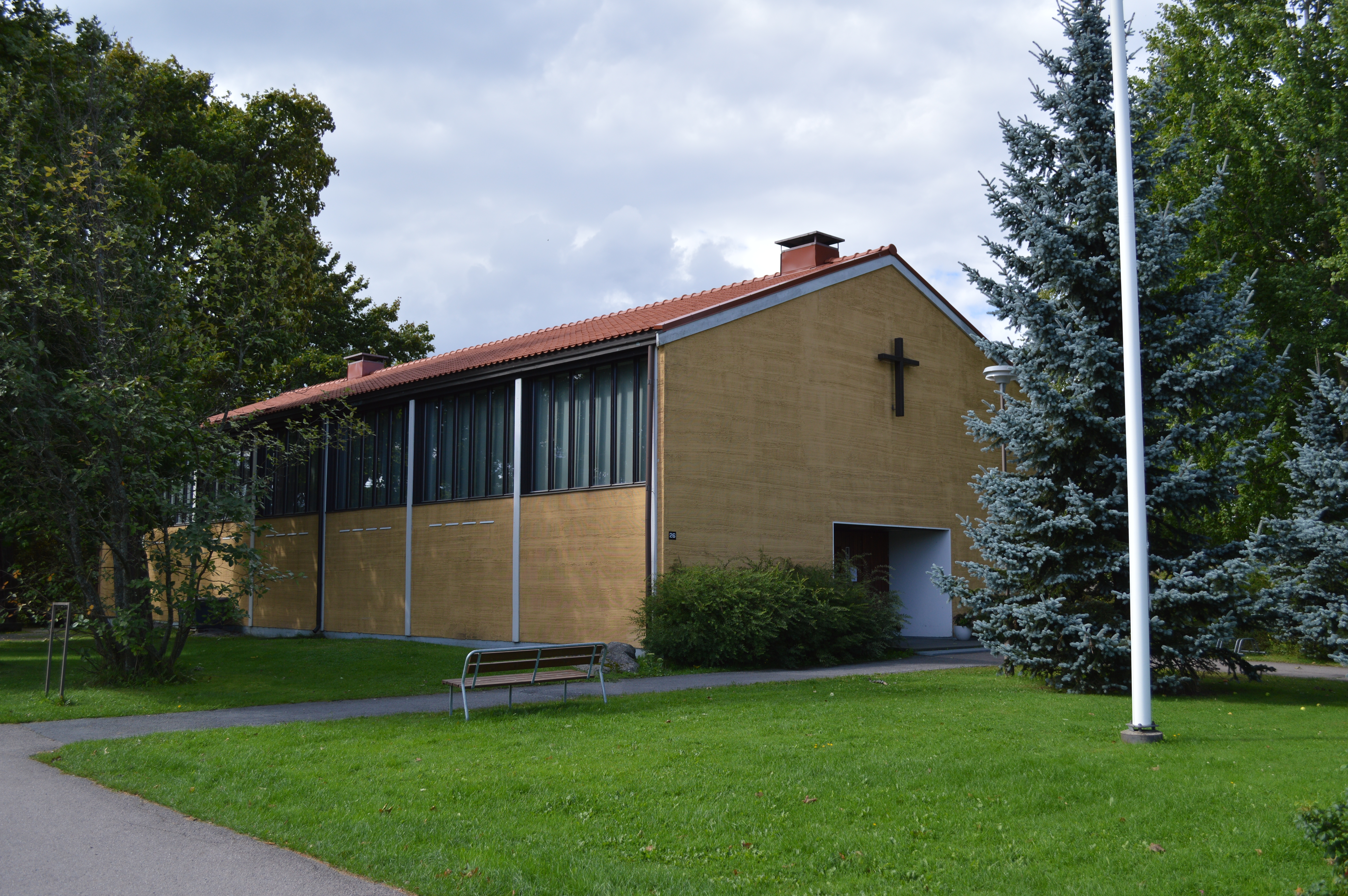
Église d'Härmälä.
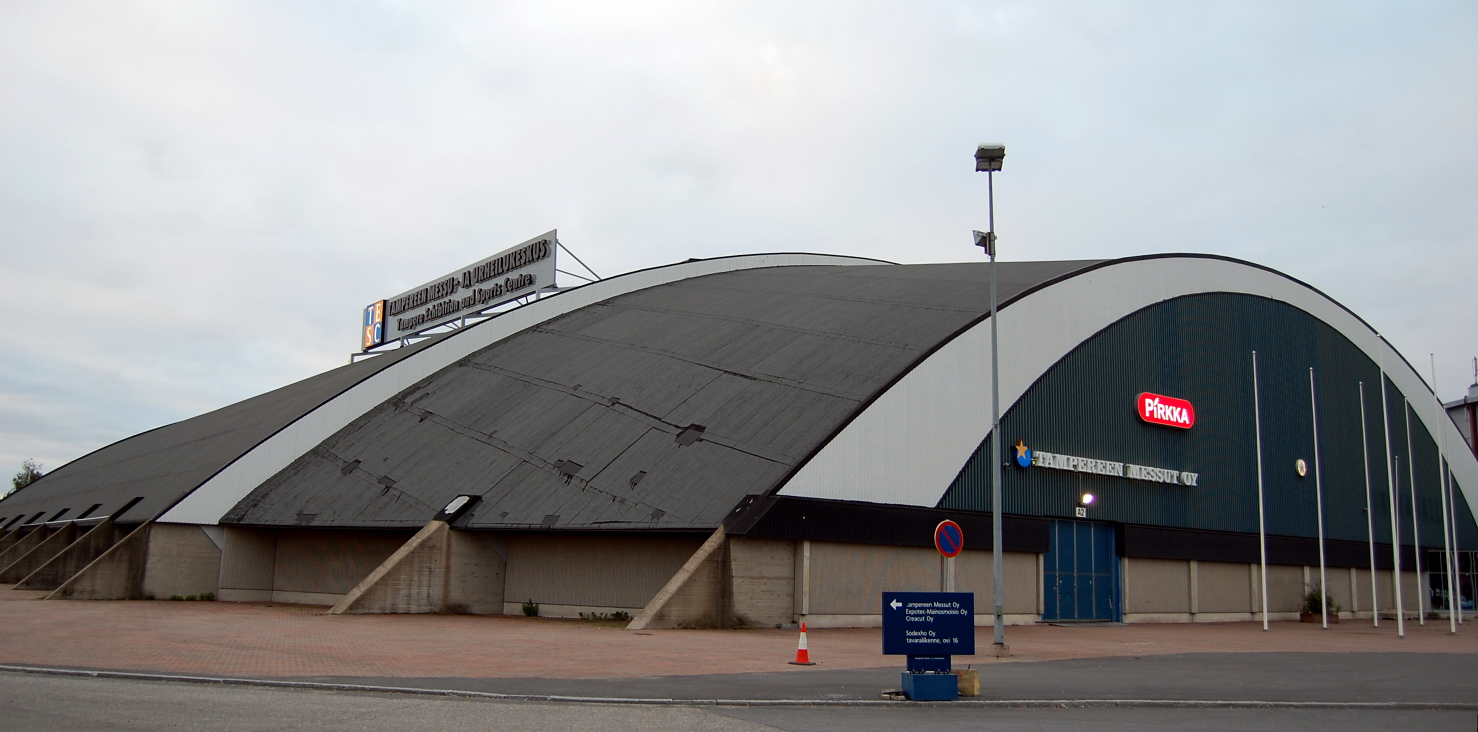
Centre d'expositions et de sports.